# 79式短機関銃
79式短機関銃（中国語: 79式冲锋枪、拼音: 79 Shì Chōngfēng Qiāng）は、中国で開発された短機関銃である。

## 概要
元々は、既存の長くて重い短機関銃に代わる、ジャングル戦向けの短くて軽い短機関銃として、1960年代に開発が開始された。しかし、技術力の不足や文化大革命による混乱により設計に失敗し、1969年には開発が中止されている。その後、後方部隊や特殊部隊、警察向けの短機関銃として設計方針を転換の上、開発体制を刷新して開発が再開され、1970年代を通して試験と改修が繰り返された後、1979年に「1979年式7.62毫米轻型冲锋枪（1979年式7.62mm軽量短機関銃）」として制式採用された。
クローズドボルト方式の短機関銃であり、短機関銃としては珍しいガス圧利用方式で動作する。レシーバーやストックは薄いスチール板をプレス加工して製造されており、短機関銃としては軽量な部類に入る。全体的な操作方法は、開発当時の中国軍制式小銃であった56式自動歩槍に似せている。
マニュアルセイフティを兼用するセレクターレバーはレシーバー右側面に配置されており、セミ/フルオート射撃の切り替えが可能。
軍用としてはあまり使用されなかったが、警察では現在でも多数が使用されており、多くは各種の改良キットにより近代化改修が施されている。海外への輸出も行われており、ノリンコ社が担当している。

## 運用国
- 中国 - 中国人民解放軍、中国警察[1]